# Ethiopische geelsnaveltok
De Ethiopische geelsnaveltok (Tockus flavirostris) is een neushoornvogel die voorkomt in Oost-Afrika.

## Beschrijving
De Ethiopische geelsnaveltok is 46 tot 53 cm lang en heeft een witte borst en buik. De rug en de vleugels zijn zwart met duidelijke witte stippels. De snavel is helder oranjegeel. De zuidelijke geelsnaveltok lijkt sterk op deze tok, vroeger werd de Ethiopische beschouwd als de nominaat van de geelsnaveltok (T. f. flavirostris).

## Verspreiding en leefgebied
De Ethiopische geelsnaveltok komt voor vooral Ethiopië en de zuidelijk en westelijk gelegen aangrenzende landen zoals een groot deel van het noorden van Tanzania, maar ook het uiterste noordoosten van Oeganda. Plaatselijk is dit een standvogel. Het leefgebied bestaat uit droog en open bosgebieden met onder andere Acacia's.

## Status
De Ethiopische geelsnaveltok staat als "niet bedreigd" op de internationale rode lijst.